# Toendaklaagte
De Toendaklaagte of Toendakdepressie (Russisch: Тундакская впадина; Toendakskaja vpadina) is een laagland of depressie in het Russische Verre Oosten, in het noorden van de Russische kraj Transbaikal. Het laagland ligt rond de middenloop van de gelijknamige rivier Toendak, tussen het Kalakangebergte (noorden), het Vitimplateau (zuidwesten) en de bergrug Oljokminski Stanovik (zuidoosten). Het laagland bestaat uit twee haaks op elkaar gelegen delen: een ongeveer 15 kilometer lang noordwestelijk deel en een ruim 20 kilometer lang noordoostelijk deel, die elkaar ontmoeten bij de monding van de Boeritsji, de grootste zijrivier van de Toendak. De laagte varieert in lengte tussen de 1 à 2 kilometer tot ongeveer 7 kilometer.

## Geologie
Net als bij de nabijgelegen Kalakanlaagte is de Toendaklaagte eveneens gevuld met sedimentaire en basaltoïde formaties uit de periode Boven-Jura-Onder-Krijt, die bedekt worden door dunne lagen Cenozoïsche continentale sedimenten. De laagte werd gevormd in het Mesozoïcum met verdere vorming in het Neogeen en het Kwartair.

## Hydrografie en landschap
De geregistreerde waterniveaus van de Toendak variëren van 810 meter in het noordoostelijke deel tot 725 meter in het noordwestelijke deel. De randen van de laagte gaan op de meeste plekken geleidelijk over in de omringende berghellingen.
De belangrijkste landschapstypen zijn madelanden met dwergberken, die op de hellingen overgaan in bergtaiga.